# Zeggemeelwaasje
Het zeggemeelwaasje (Acanthobasidium delicatum) is een schimmel uit de familie Stereaceae. Hij leeft saprotroof op dood blad en is bekend van onder meer snavelzegge (Carex rostrata) in gagelstruweel (Myricetum gale).

## Kenmerken
De kleine, dunne en delicate vruchtlichamen bedekken het substraat als ovale platen zonder duidelijk gedefinieerde rand. De textuur is poederachtig en de hymenofoor witachtig of lichtroze. De schimmel heeft een monomitisch hyfensysteem, maar slechts vaag herkenbaar omdat grote hoeveelheden ruitvormige kristallen in het hyfennetwerk zijn ingebed. Bijna alle septen hebben gespen. De acanthohyphidia zijn rond of peervormig, het bovenste uiteinde lijkt borstelachtig en doet denken aan de cheilocystidia van sommige soorten Mycena. Er kunnen ook gleocystidia aanwezig zijn; ze zijn kronkelig en moeilijk te onderscheiden van de onvolwassen basidia. De basidia zijn tamelijk cilindrisch tot urn- of ampulvormig en meten 25–30 × 10–11 µm. Ze zijn enigszins samengetrokken en hebben stekelachtige uitsteeksels, vooral in het midden. Ze hebben vier priemvormige, 8-9 µm lange sterigma's. De dicht en fijn stekelig geornamenteerde en elliptische basidiosporen meten 13–15 × 7–8 µm. Ze zijn aan de binnenkant gedeukt en hebben een smalle, schuin uitstekende punt.

## Vergelijkbare soorten
De zeer vergelijkbare Acanthobasidium phragmitis, die groeit op dode rietbladeren en kruiden. Deze soort heeft echter grotere basidiosporen en geen acanthohyphids.

## Ecologie
De vruchtlichamen groeien op de dode bladeren van diverse zure grassen zoals bies en zegge.

## Verspreiding
Het zeggemeelwaasje is bekend uit Denemarken, Engeland, Frankrijk en Nederland. In Nederland komt het zeggemeelwaasje uiterst zeldzaam voor.

## Naamgeving
De soort werd voor het eerst beschreven in 1952 door Elsie Maud Wakefield als Aleurodiscus delicatus. In 1967 plaatste Parmasto de soort in het geslacht Acanthophysium, dat nu als polyfyletisch wordt beschouwd, voordat Franz Oberwinkler er de typesoort van maakte voor zijn nieuw gedefinieerde geslacht Acanthobasidium op basis van zijn basidia-morfologie. Hij vergat echter een verwijzing naar de oorspronkelijke publicatie van het basioniem, waardoor de soort niet geldig werd gepubliceerd volgens artikel 33.4 van de ICBN. Dit werd uiteindelijk goedgemaakt door Walter Jülich in 1979.